# IK Oskarshamn
IK Oskarshamn er en svensk ishockeyklub fra Oskarshamn i det sydøstlige Sverige. Klubben spiller i den næstbedste række Hockeyallsvenskan.
Man spiller sine hjemmekampe i Arena Oskarshamn, der har plads til 3.424 tilskuere, heraf 1.700 siddepladser. Klubben blev stiftet i 1970, da de to klubber Oskarshamns AIK og IFK Oskarshamn fusionerede.

## Danske spillere
- Ronny Larsen (1996-98)
- Peter Hirsch (2008-09)
- Morten H. Poulsen (2011-13)
- Kirill Starkov (2012-13)
- Emil L. Kristensen (2013-15)[1]
- Anders H. Poulsen (2014-16)[2]